# Charmes-en-l’Angle
Charmes-en-l’Angle ist eine französische Gemeinde mit 6 Einwohnern (Stand: 1. Januar 2022) im Département Haute-Marne in der Region Grand Est. Sie gehört zum Kanton Joinville und zum Arrondissement Saint-Dizier. 

## Lage
Die Gemeinde Charmes-en-l’Angle liegt am oberen Blaiseron, 33 Kilometer nördlich von Chaumont. Sie ist umgeben von folgenden Nachbargemeinden:
|                   | Charmes-la-Grande                           | Brachay                    |
| Charmes-la-Grande | Kompassrose, die auf Nachbargemeinden zeigt | Flammerécourt              |
| Cirey-sur-Blaise  | Bouzancourt                                 | Leschères-sur-le-Blaiseron |

## Bevölkerungsentwicklung
| Jahr                       | 1962 | 1968 | 1975 | 1982 | 1990 | 1999 | 2008 | 2019 |
| -------------------------- | ---- | ---- | ---- | ---- | ---- | ---- | ---- | ---- |
| Einwohner                  | 11   | 14   | 12   | 11   | 9    | 6    | 9    | 7    |
| Quellen: Cassini und INSEE |      |      |      |      |      |      |      |      |